# Hednota enchias
Hednota enchias là một loài bướm đêm trong họ Crambidae.